# Clan destiny
Clan destiny is een studioalbum van Wishbone Ash. Het album Clan destiny is het eerste studioalbum met de Fin Muddy Manninen. Het album is opgenomen in de Blue Jay Studio te Carlisle (Massachusetts).

## Musici
- Andy Powell – gitaar, zang
- Muddy Manninen – gitaar, zang
- Bob Skeat – basgitaar, piano, clavinet, zang
- Ray Weston – drums

## Muziek
| Nr. | Titel                                                                                         | Duur |
| --- | --------------------------------------------------------------------------------------------- | ---- |
| 1.  | Eyes wide open (Andy Powell, Aynsley Powell, Manninen)                                        | 5:14 |
| 2.  | Dreams outta dus (Powell)                                                                     | 4:26 |
| 3.  | Healing ground (Chad Cromwell, Kenny Greenberg, Gary Nicholson, Michael Rhodes, Reese Wynans) | 4:24 |
| 4.  | Steam town (Wishbone ash)                                                                     | 4:02 |
| 5.  | Loose change (Ian Harris, Wishbone Ash)                                                       | 4:47 |
| 6.  | Surfing a slow wave (Richie Kickleiter)                                                       | 3:48 |
| 7.  | Slime time (Powell, Manninen)                                                                 | 4;53 |
| 8.  | Capture the moment (Powell, Manninen)                                                         | 3:30 |
| 9.  | Your dog (Powell)                                                                             | 3:32 |
| 10. | The raven (Manninen)                                                                          | 4:45 |
| 11. | Motherless child (traditional)                                                                | 4:06 |